# Synaxis
Synaxis is een geslacht van vlinders van de familie spanners (Geometridae), uit de onderfamilie Ennominae.

## Soorten
- S. barnesii Hulst, 1896
- S. brunneilinearia Grossbeck, 1907
- S. cervinaria (Packard, 1871)
- S. fuscata Hulst, 1898
- S. hirsutaria Barnes & McDunnough, 1913
- S. jubararia Hulst, 1886
- S. mosesiani Sala, 1971
- S. pallulata Hulst, 1887
- S. strigata Bartlett-Calvert, 1893
- S. triangulata Barnes & McDunnough, 1916